# Autostereogram

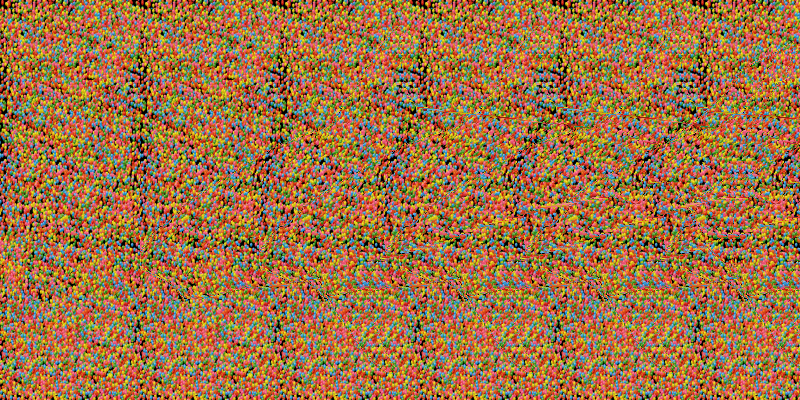
Ett random dot autostereogram visar en 3D-scen, som bara kan ses med en förutbestämd betraktningsteknik. Klicka på bilden för att se den dolda bilden.

Ett autostereogram är en singelbild av ett stereogram (SIS), som syftar till att skapa en illusion av en tredimensionell scen i hjärnan, från en tvådimensionell bild. För att uppfatta 3D-former i dessa autostereogram, måste hjärnan övervinna den normalt automatiska samordningen mellan fokusering och vergens.
Den enklaste typen av ett autostereogram består av ett horisontellt upprepat mönster och är känd som en tapetillusion. Sedda med ordentlig vergens verkar de upprepade mönstren flyta ovanpå eller under bakgrunden. I bokserien The Magic Eye har en annan typ av autostereogram kallats random dot autostereogram, vilket visas i exempelbilden till höger. I denna typ av autostereogram är varje pixel i bilden beräknad från en mönsterremsa och en djupkarta. Vanligtvis uppstår en dold 3D-scen när bilden betraktas med rätt vergens.
Autostereogram liknar vanliga stereogram, förutom att de ses utan stereobetraktning. Ett stereoskop visar 2D-bilder av samma objekt i något olika vinklar för vänster och höger öga, vilket gör att hjärnan för att rekonstruera det ursprungliga objektet måste kompensera för den binokulära skillnaden. Med ett autostereogram fås hjärnan att upprepa ett 2D-mönster från båda ögonen, för att sedan misslyckas med att matcha dem korrekt. De två intilliggande mönstren i bilden bygger på ett parallaxfel, vilket placerar ett virtuellt föremål på ett djup som skiljer sig från den övriga bilden.
Det finns två olika betraktningsprinciper för att se ett autostereogram, antingen med ett parallellt fokus (wall-eyed) eller med ett skelande (cross-eyed). De flesta autostereogram (alla i denna artikel) är utformade för att enbart ses på ett sätt, som vanligen bygger på ett parallellt fokus. Ett parallellt fokus bygger på att ögonen intar en relativt parallell vinkel, medan en skelande betraktning kräver att ögonen vinklas något.

## Bakgrund
År 1838 publicerade den brittiska vetenskapsmannen Charles Wheatstone en studie av den binokulär synen som orsakar ett djupseende, till följd av skillnader i de horisontella positionerna för de två bilderna som ögonen registrerar. Hans studie stöddes av bilder med övergripande skillnader, som genom visning i spegelstereoskop kunde skapa virtuella djup. När de tvådimensionella bilderna kombinerades, skapades ett tredimensionellt djup.
Mellan 1849 och 1850 förbättrade den skotske vetenskapsmannen David Brewster Wheatstones stereoskop med linser i stället för speglar, vilket minskade enhetens storlek.
Brewster upptäckte "tapeteffekten". Han märkte att genom att stirra på upprepade mönster i tapeter kunde hjärnan luras att matcha mönster till att synbart befinna sig bakom väggen. Detta är grunden för wallpaper-stil-"autostereogram", även kända som Single Image Stereograms (SIS).
År 1959 uppfann psykologen och vetenskapsmannen Béla Julesz det så kallade Random Dot Stereogram, medan han på Bell Labs kamouflerade objekt från flygbilder. Vid den tiden antogs ofta att djupseendet skapades i själva ögat, medan det nu är känt för att vara en komplicerad neurologisk process. Julesz använde datorteknik för att skapa ett stereopar av slumpmässig-dot-bilder som när de betraktas under ett stereoskop, som orsakas av hjärnan för att se 3D-former. Detta påvisade att djupseendet är en neurologisk process.

## Beskrivning

### Tapetmönster

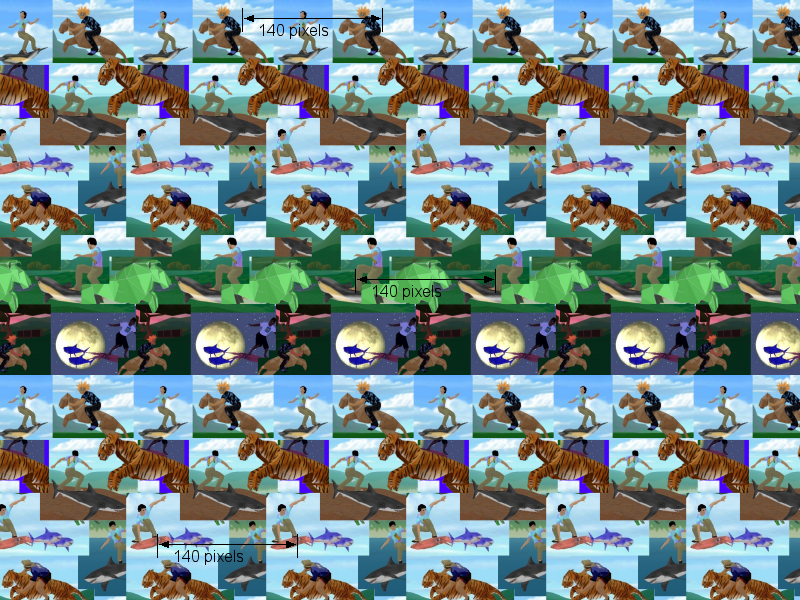
Detta är ett exempel på tapetmönster med ett upprepat horisontellt motiv. Avståndet mellan varje motiv är 140 pixel. Illusionen i bilden är att ett virtuellt plan skapas längre bak, när vår hjärna fås att tolka bilden så. Ej upprepade mönster som pilar och ord, visas på det plan som texten ligger.

Stereoseende är den visuella blandning av två liknande, men inte identiska bilder, som resulterar i ett visuellt intryck av soliditet och djupseende. På grund av hjärnans komplexa mekanismer skapas ett tredimensionell intryck genom att försöka att matcha varje punkt (eller en uppsättning punkter) från ena ögats synfält med motsvarande punkt (eller en uppsättning punkter) i det andra ögats synfält. På grund av vergensskillnader, härleder hjärnan de punkter som fixpunkter i den annars osynliga z-axeln (djupet).
När hjärnan ska tolka ett upprepat bakgrundsmönster, blir det har det svårt att matcha de två ögonens synfält korrekt. Genom att titta på ett upprepande horisontellt mönster samtidigt som man mentalt försöker fokusera på en punkt bakom mönstret kan hjärnan fås att matcha den bild som ses med det ena ögat med en liknande bild som ses med det andra ögat. Med ett parallellt fokus skapas en illusion av ett plan med samma mönster, men bakom den riktiga väggen. Detta plans avstånd från den först sedda bilden är beroende på avståndet mellan de upprepade motiven.
Autostereogram använder upprepningarnas avstånd för att skapa tredimensionella bilder. Om något område av mönstret upprepas med ett mindre avstånd, kommer detta område att upplevas vara närmare än bakgrundsplanet. Om avståndet i upprepningarna istället är längre, kommer området kommer att framstå ligga längre bort (som ett hål i planet).
Detta autostereogram visar mönster på tre olika plan genom att upprepa motiven med olika avstånd. Någon som aldrig kunnat uppfatta 3D-former gömda i ett autostereogram, kan tycka att det är svårt att förstå uttalanden som: "3D-bilden hoppar bara ut från bakgrunden, när man stirrat på bilden tillräckligt länge". Det bidrar till att illustrera hur 3D-bilder "dyker upp" från bakgrunden från den andra betraktarens perspektiv. Om de virtuellt skapade 3D-objekt var verkliga, skulle en andra betraktare observerar scenen från sidan ser dessa objekt som svävar i luften ovanför bakgrundsbilden.
3D-effekterna i exemplet nedan skapas genom att upprepa motivet med tigerryttaren var 140:e pixel på bakgrundsplanet, motivet med hajryttaren var 130:e pixel och tigermotivet med 120 pixlars avstånd. Ju närmare en motivserie ligger horisontellt, ju högre de lyfts de från bakgrundsplanet. Detta upprepade avstånd motsvarar alltså djupvärdet i ett aktuellt autostereogram och det kallas också ibland för Z-buffer.

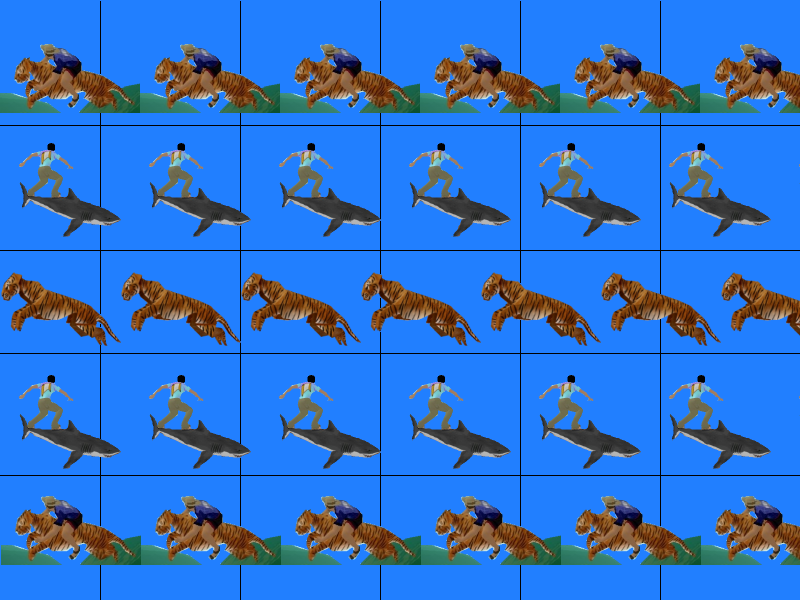
Upprepade mönster på tre olika plan med olika avstånd.
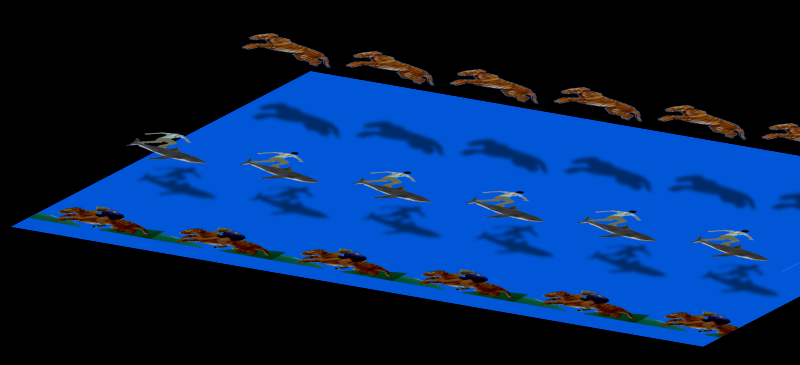
3D-bild framträder från bakgrunden.
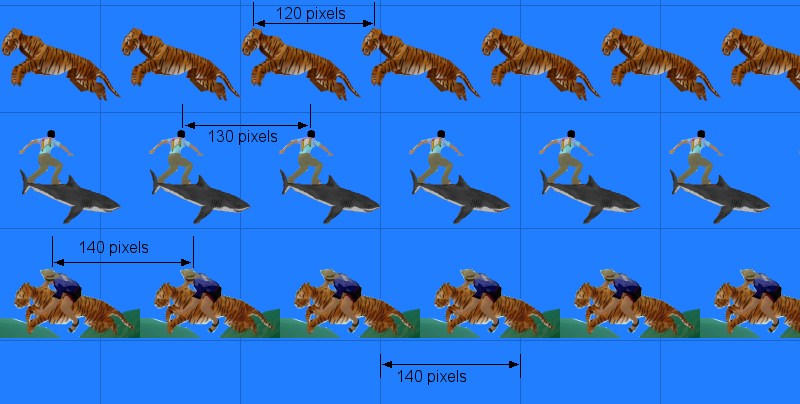
Djupvärdet är proportionerligt till upprepningsfrekvensen
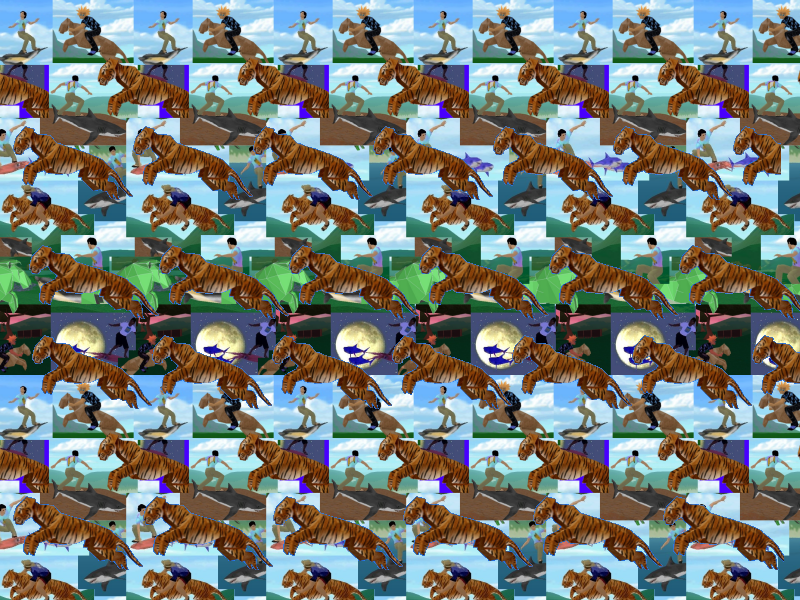
Tigerbilder tolkas i olika djupplan
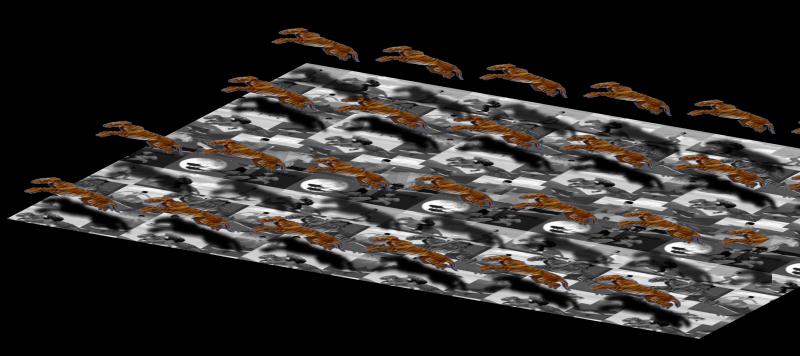
Ett betraktarperspektiv

Hjärnan kan nästan omedelbart matcha hundratals mönster upprepade vid olika intervall för att återskapa ett antaget djup för varje mönster. En autostereogram kan innehålla ett 50-tal tigrar av varierande storlek, upprepade vid olika intervall mot en komplex, upprepad bakgrund. Trots den uppenbara kaotiska arrangemanget av mönster, kan hjärnan placera dem alla till rätt djup på basis av dess storlek och upprepningsfrekvens.

### Djup

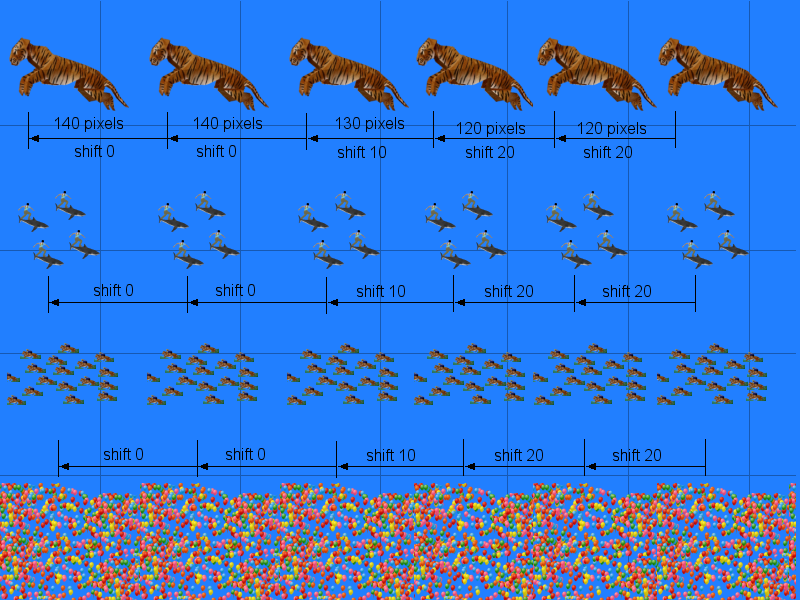
De olika radernas motiv, framstår att ha olika höjd.

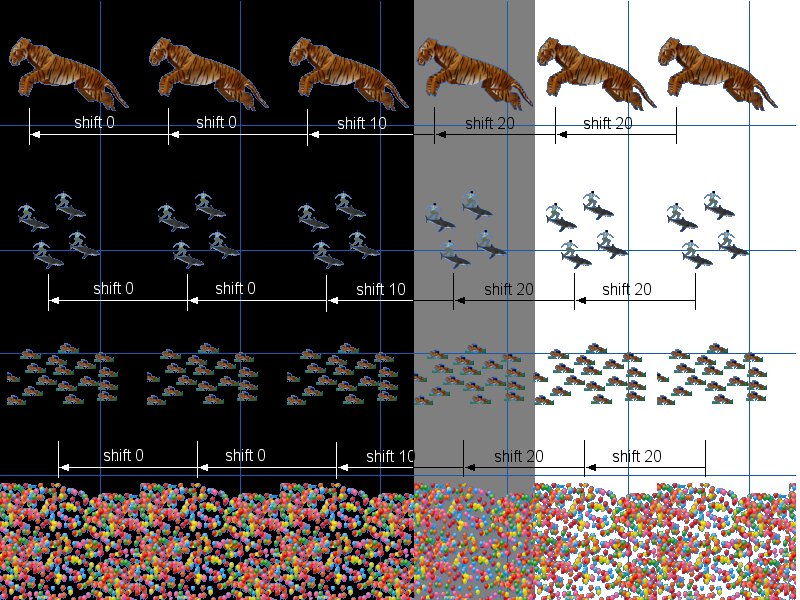
De svarta, grå och vita färgerna visar skillnader i höjdupplevelse längs den vågräta axeln.

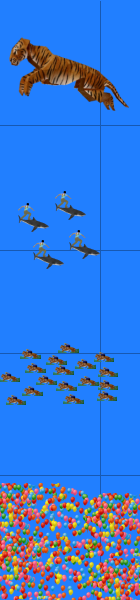
Mönsterbild.

Autostereogram där mönster i en särskild rad upprepas horisontellt med samma avstånd kan avläsas antingen med en parallell eller skelande skelögd metod. I sådana autostereogram kommer båda typerna av betraktning skapa en liknande 3D-tolkning, med undantag för att en skelande betraktning inverterar djupet (bilder som annars framträder, fördjupas istället).
Motiven i en rad behöver inte vara placerade på samma avstånd. Ett autostereogram med varierande mellanrum mellan samma typ av motiv, kommer att återge dessa på olika djupplan. Djupet för varje symbol kalkyleras beroende på avståndet mellan denna och den föregående till vänster. Dessa typer av autostereograms är utformade för att läsas på ett enda sätt, antingen parallellt eller skelande. Alla autostereograms i denna artikel är kodade för parallell visning, om inte annat särskilt angivet. Autostereogram som är konstruerade för parallell betraktning kommer att producera osammanhängande 3D-mönster när de tolkas skelande.
De flesta Magic Eye-bilderna är avsedda för parallell betraktning.
Autosterogrammet till höger visar 3 plan längs x-axeln. Bakgrundens plan är på den vänstra sidan av bilden, det högsta planet ligger till höger och mellan dem finns ett smalt mittre plan i centrum av x-axeln. Med en början till vänster där ikonerna har ett avstånd på 140 pixlar, kan en specifik ikon "höjas" genom att flytta det ett visst antal pixel till vänster. Till exempel är mittplanet skapat genom att en ikon flyttats 10 pixlar åt vänster, som på sätt har skapat ett mellanrum på 130 pixlar. Hjärnan är inte beroende av begripliga motiv som representerar objekt eller begrepp. I detta autostereogram, mönster blir mindre och mindre ned på y-axeln, tills de ser ut som slumpmässiga punkter. Hjärnan kan dock fortfarande tolka det slumpmässiga punktmönstret.
Sambandet mellan avståndet mellan motiven och det upplevda djupet kan också beskrivas som i nästa bild. Det är en gråskala som representerar avståndet i pixlar till dess vänstra motsvarighet med ett gråskalevärde mellan svart och vitt. Ju närmare avståndet är, desto ljusare blir färgen.
Med hjälp av denna konvention kan en djupmappning skapas för ovanstående autostereogram där svart, grått och vitt representerar förändringar av 0, 10 och 20 pixlar. En djupmappning är även nyckeln till skapandet av random dot autostereograms.

### Random-dot

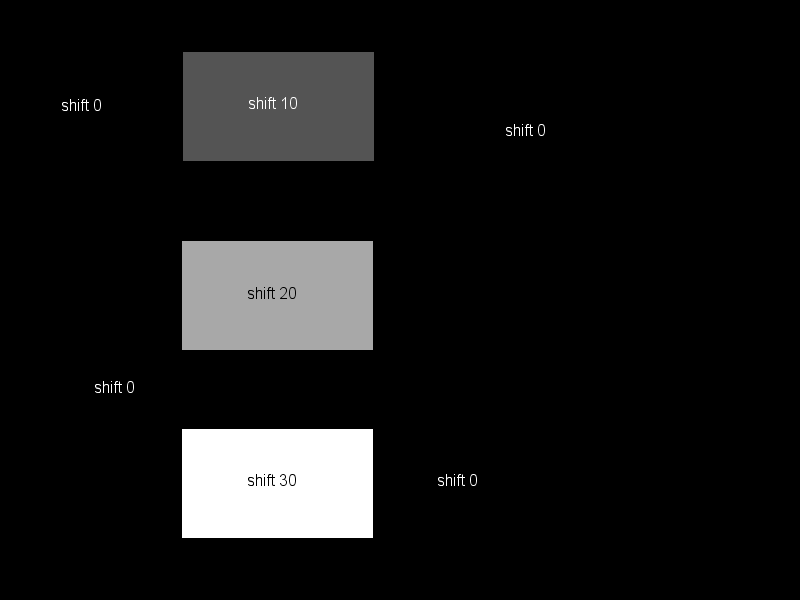
Djupmappning.

Ett datorprogram kan ta en djupmappning och en medföljande mönsterbild för att producera en autostereogram. Programmet bygger mönstret horisontellt för att täcka ett område vars storlek är identiskt med djupmappningen. Vid varje pixel i den producerade bilden bestämmer programmet ett gråskalevärde för motsvarande pixel i djupmappningen och använder detta värde för att beräkna den nödvändiga horisontella pixelförskjutningen.
Ett sätt att åstadkomma detta är att låta programmet skanna av varje rad i bilden pixel för pixel, från vänster till höger. Det sätter den första serien av pixlar i en rad från mönsterbilden. Sedan används djupmappningen för att hämta lämpliga skiftvärden för efterföljande pixlar. För varje pixel, subtraheras övergången från bredden hos mönsterbilden för att komma fram till ett repetitionsintervall. Intervallet används sedan för att bestämma färgen på motsvarande pixel till vänster och sedan används dess färg till den nya pixeln.
|  |  |

Till skillnad från de enklare djupplan som kan skapas i en tapet kan mindre förändringar i intervall, som anges av djupmappningen, skapa en illusion med mjuka övergångar i fjärran. Detta är möjligt eftersom djupmappningens gråskala tillåter att enskilda pixlar placeras på ett av 2n djupplan, där n är antalet bitar som används av varje pixel i djupmappningen. I praktiken bestäms det totala antalet plan av antalet pixlar som används för bredden av mönsterbilden. Varje gråskalevärde måste översättas till pixelintervall för att kunna förskjuta pixlarna i det slutliga autostereogramet. Därför måste också antalet ingående plan vara mindre än mönsterbredden.

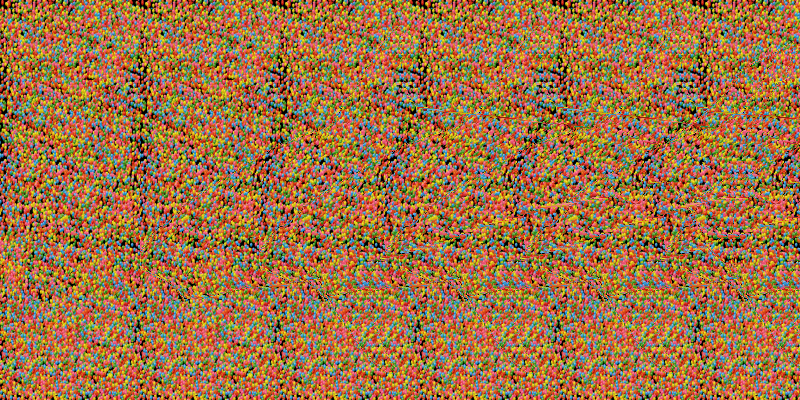
Detta random dot autostereogram har en upphöjd haj på en flat bakgrund.

En detaljerad illusion kräver en mönsterbild som är mycket mer komplex än ett upprepat tapetmönster, varför ofta dessa mönster består av upprepade slumpmässiga punkter (random dots). När autostereogram betraktas rätt, framträder ett dolt 3D-motiv. Autostereograms av denna form kallas Random Dot Autostereograms.
Mjuka övergångar kan också uppnås med ett begripligt mönster, förutsatt att mönstret är komplext nog och inte har stora, horisontella enfärgade fläckar. Ett stort område med enhetliga färg utan förändring i nyans och ljusstyrka lämpar sig inte för pixelintervall, utifall ett intervall inte synbart kan förskjutas. Följande djupmappning av en haj med mjuk uttoning ger en perfekt avläsbart autostereogram och även om 2D-bilden innehåller små enfärgade områden kan hjärnan kan känna igen dessa små luckor och tolka dem som homogena. Upprepade mönster används ofta istället för slumpmässiga mönster och är även de kända som random dot autostereogram, vilket är förståeligt eftersom det skapas med hjälp av samma process.
|  |  |

### Animationer

Animerat autostereogram.

När en serie autostereogram visas efter varandra, på samma sätt som film visas, uppfattar hjärnan ett animerat autostereogram. Om alla autostereogram i animeringen är gjorda med hjälp av samma bakgrundsmönster, är det ofta möjligt att se svaga konturer av delar av det rörliga 3D-objektet i 2D-bilden utan parallellt fokus. De ständigt skiftande pixlarna i det rörliga objektet kan tydligt urskiljas från den statiska bakgrunden. För att eliminera denna bieffekt, används ofta även skiftande bakgrunder för att bättre dölja de rörliga delarna.
När ett regelbundet återkommande mönster visas på en CRT-skärm, som om det vore en tapetillusion, är det oftast möjligt att se djupförvrängningar. Dessa kan också ses i bakgrunden till ett statiskt random dot autostereogram. Dessa orsakas av de sidledes förskjutningar i bilden som på grund av små förändringar i linjeavsökning sedan tolkas som djup. Denna effekt är speciellt tydlig vid den vänstra kanten av skärmen, där skanningshastigheten minskar efter återgångsfasen. CRT-skärmar med högre kvalitet har bättre linjäritet och uppvisar mindre eller ingen bieffekt. Det gör inte heller TFT-skärmar som fungerar fungerar annorlunda och inte uppvisar denna effekt.

## Visningsmekanismer
Det finns olika tekniker för att kunna se den avsedda tredimensionella bilden i en autostereogram. Medan vissa människor helt enkelt kan se 3D-bilden i ett autostereogram, måste andra träna sina ögon för att kunna undvika att fokusera oönskat.
Alla personer kan inte heller se 3D-illusionen i autostereograms. Eftersom ett autostereograms konstruktion är baserad på stereoseende kan personer med olika synskador, även de som bara drabbar ett öga, vara oförmögna att se dessa tre-dimensionella bilder.
Personer med amblyopi är oförmögna att se dessa tredimensionella bilder. Barn med en dålig eller dysfunktionell syn under en kritisk period i barndomen kan växa upp stereoblinda, eftersom deras hjärnor inte stimuleras att tolka stereobilder under den kritiska perioden. Om sådana synrubbningar inte behandlas i den tidiga barndomen blir skadan permanent och den vuxna kommer aldrig att kunna se autostereogram. Det uppskattas att omkring 1 till 5 procent av befolkningen är påverkad av amblyopi.

### 3D-perception
Ett utvecklat djupseende är resultatet från flera samverkande visuella funktioner. När det gäller föremål som befinner sig relativt nära ögonen, spelar binokulärseendet en viktig roll i djupuppfattningen. Binokulärseendet tillåter hjärnan att skapa en enda cyclopisk bild och för att sätta ett djup i dess olika delar.
|  |  |  |

Hjärnan använder en koordinatteknik (även känd som parallax) för att para ihop registrerade föremål för att kunna identifiera djupet av dessa. Djupet för varje punkt i den kombinerade bilden kan representeras av en gråskalepixel på en 2D-bild för att enklare förstå det. Ju närmare en punkt förefaller för hjärnan, desto ljusare nyans. Sättet som hjärnan uppfattar djup, med hjälp binokulärseendet, åskådliggörs genom en cyklopisk bild på djupkartan som simulerar det faktiska koordinatsystemet.

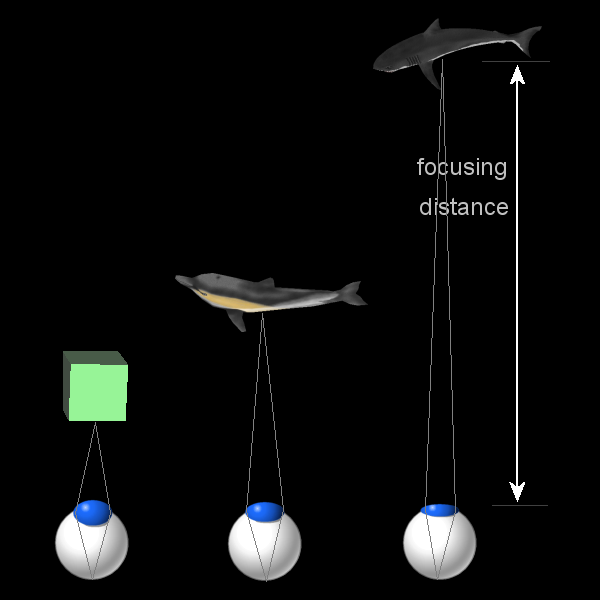
Ögonen justerar sin lins för att få en klar bild i fokus

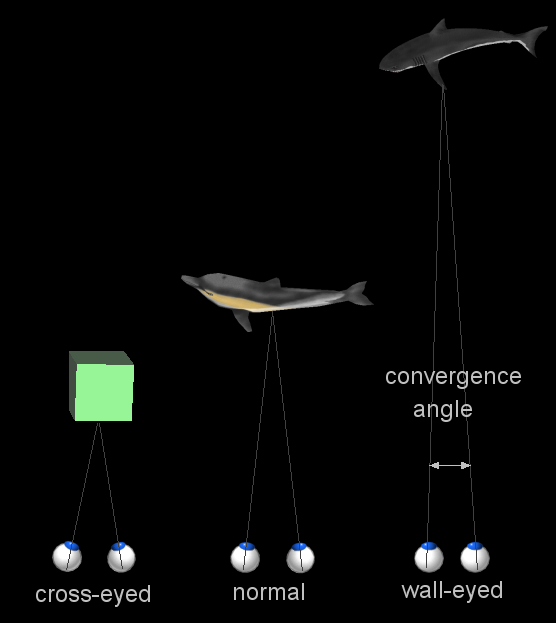
Ögonen fokuserar på en punkt på objektet

Ögat har en del likheter med en vanlig kamera. Det har en justerbar iris som reglerar infallande ljus genom att förändra storleken på öppningen, likt en kameras bländare. Ögat måste inrikta ljuset för att kunna fokusera på en enda punkt på näthinnan för att skapa en skarp bild. Detta uppnås genom att ögonmuskler justera en lins bakom hornhinnan som sedan bryter ljuset på ett lämpligt sätt.
När en person ska fokusera på ett objekt, justeras de två ögongloberna i sidled för att rikta in sig på objektet, så att det ska visas i mitten av varje ögas näthinna. För att titta på en närliggande objekt, riktas ögongloberna mot varandra för att fokusera objektet. Detta kallas en skelande visning. När personen vill se ett avlägset objekt, dras ögongloberna isär för att bli nästan parallella med varandra. Detta är känt som parallellt fokus, där konvergensvinkeln är mycket mindre än den i en skelande vinkel.
Stereoseende baserad på parallax tillåter hjärnan att beräkna djupet av objekt i förhållande till en punktkonvergens. Det är konvergensvinkeln som ger hjärnan referensvärdet för djupet från vilket djupet av alla andra objekt kan härledas.

### Simulerad 3D-perception

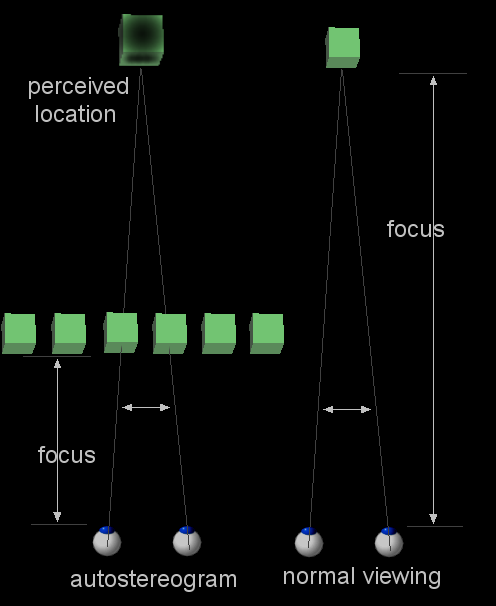
Ett förändrat fokus krävs för att kunna se 3D-bilder i ett 2D autosterogram

Vid normal betraktning av ett objekt fokuserar ögonen och konvergerar på samma avstånd i en process som kallas expansiv konvergens. När någon ska fokusera på ett avlägset objekt, plattar hjärnan automatiskt linserna och vrider ögongloberna för ett parallellt fokus. Det är möjligt att träna hjärnan att frikoppla dessa två automatiska förlopp, vilket krävs för att kunna se dessa dolda bilder.
Genom att fokusera på ett närliggande autostereogram, kan hjärnan så att säga tänka om för att kunna se alternativa upprepade mönster som visar de de dolda 3D-bilderna. Om mönstren som registreras av de båda synfälten är tillräckligt lika, kommer hjärnan att överväga att behandla dessa båda bilder som en del av en helhet. Denna typ av visualisering är känd som ett parallellt fokus (wall-eyed), eftersom ögongloberna måste inriktas som för att se ett avlägset föremål. Eftersom ögonen fokuserar på en punkt bakom bilden, är också den upplevda platsen för det virtuella föremålet bakom ett autostereogram. Det virtuella föremålet upplevs och vara större än dess ursprungsmönster på grund av en perspektivkortning.
Följande autostereogram visar 3 rader av upprepade mönster. Varje mönster upprepas på ett annat intervall för att placera den på ett annat djupplan. De två icke upprepande linjerna kan användas för att verifiera att ögonen inriktas korrekt i detta sammanhang. När detta autostereogram ska avläsas med hjälp av ett parallellt fokus som pekar förbi delfinmönstren i mitten, bör det uppstå två uppsättningar fladdrande linjer, som en följd av en binocular rivalitet.
|  |  |

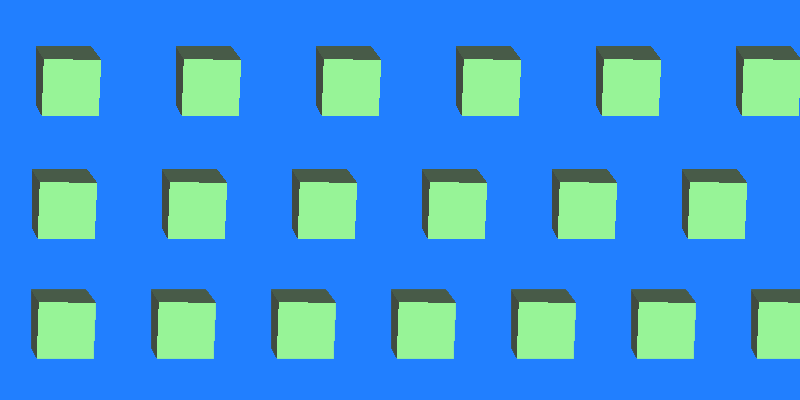
De övre kuberna verkar vara längre bort och större.

Även om det först bara verkar vara 6 delfiner i bilden, bör hjärnan kunna se 7 delfiner i detta autostereogram. Detta är en bieffekt av parningen av ett liknande mönster av hjärnan. Det finns 5 par delfinmönster i denna bild, vilket tillåter hjärnan att skapa 5 uppenbara delfiner. Mönstret längst till vänster och höger har inte själva någon partner, men hjärnan försöker assimilera dessa två mönster på det etablerade djupetplanet, trots den binokulära rivaliteten. Som ett resultat finns det 7 uppenbara delfiner, men de båda längst ut får ett lätt flimmer, inte olikt de två fladdrande linjerna som uppstår när man tittar på den 4:e delfinen.
På grund av perspektivkortningen får konvergensskillnaden hjärnan att se upprepade mönster på olika plan, för att para ihop dem med storleken på de andra mönstren. I bilden med 3 rader med kuber, har alla medan alla kuber har samma fysiska 2D dimension, medan de på översta raden visas något större, eftersom de uppfattas som längre bort än kuberna på de nedre raderna.

### Betraktningstekniker
Ögat har lättare att fokusera på ett objekt när det är finns mycket omgivande ljus. Med bra belysning, kan ögat dra ihop iris och ändå få tillräckligt med ljus för att nå näthinnan. Med andra ord sänks graden av frikoppling mellan fokusering och konvergens, för att kunna visualisera ett autostereogram, vilket också avlastar hjärnan. Därför kan det vara lättare när någon för första gången ska se sina första 3D-bilder att det sker i bra ljus.
Vergenskontroll är viktigt för att kunna se 3D-bilder. Det hjälper till för att kunna koncentrera sig på att bara hämta in de båda synfälten istället för att försöka fokusera direkt på att få en skarp begriplig bild. Trots att ögats lins också justeras automatiskt för att kunna skapa en skarp bild, är det möjligt att så att säga ta över kontrollen manuellt. Betraktaren växlar i stället mellan konvergerande och divergerande i processen för att se dubbla bilder, vilket annars är mest typiskt när hjärnan är utsatt för någon drog. Så småningom kommer hjärnan att lyckas skapa ett matchande mönsterpar och låsa fast denna grad av konvergens. Hjärnan kommer också att anpassa ögat linser, för att få en klar bild av detta matchande par. När detta är gjort kommer också bilderna runt de parade mönstren sammanfogas, om de ligger ungefär i samma konvergensgrad.

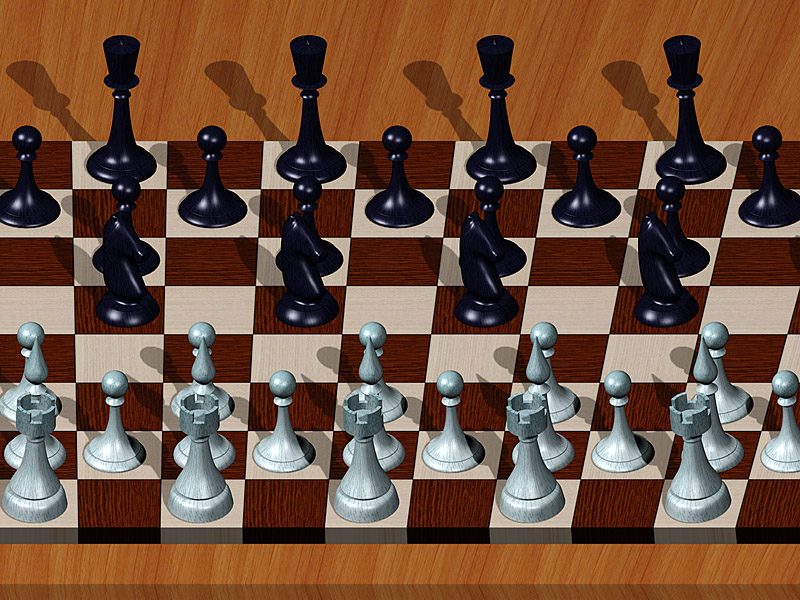
En typ av autostereogram som innehåller 3D-objekt istället för ett 2D-mönster

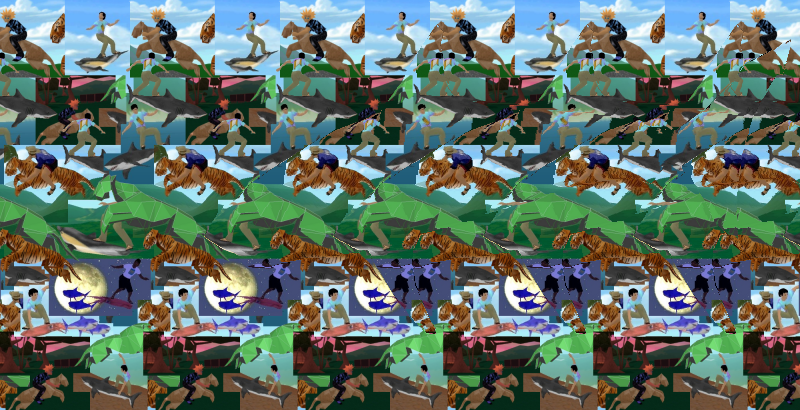
Den nedre delen har inga dolda 3D-bilder och det är enklare att få hjärnan att börja matcha bilderna i detta område.

När någon flyttar sin uppmärksamhet från ett djupplan till ett annat (till exempel från översta raden i schackbrädet till nedersta raden), behöver ögonen anpassa sin konvergens för att matcha det nya återkommande intervallmönstret. Om denna förändringsgrad blir för hög, kan hjärnan ibland förlora den hårt intjänade frikopplingen mellan fokus och konvergens. För en förstagångs-betraktare kan det därför vara lättare att se autostereogram, om mönstren på en speciell rad förblir konstant.
I de autostereogram som är uppbyggda med slumpmässiga punkter (random dot) visas vanligen 3D-bilden i mitten av bakgrundens djupplan (se hajbilden i inledningen). Det kan bidra till att skapa rätt konvergens genom att först söka sikta (utan att fästa blicken) ovan eller under detta område, där mönstren vanligen upprepas med ett mer fast intervall. När väl hjärnan låser på bakgrundens djupplan, är redan konvergensgraden känd och det går lättare att matcha andra mönsterpar.
Majoriteten av autostereogram, likt de i denna artikel, är avsedda för ett parallellt fokus (wall-eyed). Ett sätt att hjälpa hjärnan koncentrera sig på avvikelserna, istället för att fokusera är att hålla bilden framför ansiktet och att nästan låta näsan röra bilden. Med bilden så nära ögonen, är det svårare att fokusera bilden. Hjärnan kan då ge upp försöken att låta ögonmusklerna hjälpa till för att få en tydligare bild. Om man långsamt flyttar bort bilden från ansiktet, samtidigt som man avstår från att fokusera eller att vrida ögonen, kommer hjärnan hitta ett läge där det går att låsa parande mönster.
Ett annat sätt är att söka låsa ett tänkt fokus på en punkt bakom bilden i ett försök att etablera rätt divergens, samtidigt som en del av uppmärksamheten fästes på bilden, för att övertala hjärnan att hitta alternativa mönster. En knep kan vara att betraktaren kan låsa på sin spegelbild, om det finns någon blank yta på bilden, som hjärnan då kan uppfatta som borde vara dubbelt så långt bort som själva bilden. Detta kan hjälpa till att övertyga hjärnan att det finns en fokusskillnad.
För skelande autostereogram behöver en annan metod vidtas. Betraktaren kan fokusera på ett finger som hålls mellan ögonen och bilden, samtidigt som det gradvis flyttas mot bilden, vilket kan ge en bättre möjlighet att inledningsvis se illusionen.

## Terminologi
Stereogram
Användes ursprungligen för att beskriva ett par 2D-bilder som användes i stereoskop, som kunde skapa en #D-bild för betraktarna. Termen är nu ofta också använd tillsammans med autostereogram eller random dot autostereogram.  Men Dr. Christopher Tyler, uppfinnare av autostereogram, använder konsekvent termen autostereogram för att referera till en singelbild, som skapar 3D-bilder.
Random dot stereogram (RDS)
"Slumpmässiga punkter" var ursprungligen ett par 2D-bilder, som vid visning i stereoskop kunde skapa en 3D-bild. Denna term växlas nu ofta mot random dot autostereogram.
Single Image Stereogram (SIS)
Single Image Stereogram (SIS) är en synonym till autostereogram. SIS skiljer sig från de flesta stereogram genom sin användning av en enda 2D-bild istället för ett stereopar. När den inre 2D-bilden betraktas med rätt konvergens, får den hjärnan att omarbeta de olika mönstren till en virtuell 3D-bild, utan hjälp av någon optisk utrustning. SIS bilder skapas med hjälp av ett upprepat mönster.
Wallpaper autostereogram (tapetillusion)
Är en 2D-bild där mönster upprepas vid olika intervall, för att höja eller sänka ett uppfattat 3D läge i förhållande till ett virtuellt bakgrundsplan.
Random-dot autostereogram
Är också känt som Single Image Random Dot Stereogram (SIRDS). Termen refererar också till autostereogram, där dolda 3D-bilder skapas genom ett slumpmässigt mönster av bildpunkter.
Single Image Random Text Stereogram (SIRTS)
En enda bild med slumpvis placerad text, är ett alternativ till SIRDS, som normalt använder ASCII-text istället för punkter för att skapa 3D-former av ASCII-konst.